# アキウタ ep.
「アキウタ ep.」（あきうた・イーピー）は、日本のR&BグループのSkoop On Somebodyが2010年10月13日にリリースした通算38枚目（Skoop On Somebodyとしては30枚目）のシングル。

## 概要
「秋を彩る3SONGS!」と題している。
「秋恋」は前作収録の「恋雨 feat. WHEE」と同じ布陣で製作された。
「秋恋」のミュージック・ビデオに、TEAM NACSの安田顕が出演している。
カップリングではBilly Joelをカバー。

## 収録曲
1. 秋恋 (4:47)
作詞：新堂冬樹　作曲：清水昭男　編曲：鈴木雅也（GROUND BASE）
2. My Life 〜風に吹かれて (4:47)
作詞：S.O.S.　作曲：JiN　編曲：JiN・川嶋フトシ
3. Honesty (4:43)
作詞・作曲：Billy Joel　編曲：S.O.S.

### 初回生産限定盤DVD
1. 潮騒 from “Live in Performance 2010 〜Classic Edition〜 at 大阪いずみホール （2010/8/15）”
作詞：小林夏海・清水昭男　作曲：清水昭男　編曲：鈴木雅也 for GROUND BASE Projects